# Květoslav Mašita
Květoslav Mašita (* 2. října 1947) je československý motocyklový závodník z Dukly Praha, mistr světa a Evropy, zasloužilý mistr sportu, legenda FIM. Na Mistrovství Evropy vítězil na třistapadesátce značky Jawa v letech 1968 až 1977.

## Výkony a ocenění
Desetkrát za sebou vybojoval titul mistra Evropy ve dvoudenních soutěžích enduro (1968–1977), v tehdy vrcholném světovém seriálu jednotlivců, který se od roku 1990 koná jako mistrovství světa. Třináctkrát startoval v nejprestižnější světové soutěži – Šestidenní, šestkrát byl členem reprezentačního týmu, který vybojoval Světovou trofej mistrů světa. Kraloval také v domácím mistrovství republiky a v dalších mezinárodních soutěžích. Ocenění:
- legenda FIM
- mistr sportu
- 1969: zasloužilý mistr sportu
- 2000: třetí v anketě Autoklubu České republiky o motocyklového závodníka století (za Františkem Šťastným a Jaroslavem Faltou)
- 2014: Legenda Mezinárodní federace motocyklistů FIM (první Čech)[2]
- 2023  Medaile Za zásluhy 1. stupně, udělil prezident Petr Pavel

### Závodní výsledky
- mistr světa
- mistr Evropy (vítěz 33 soutěží)[3]